# 儒格保安6型左輪手槍
儒格保安6型（英語：Ruger Security-Six）及其衍生型現役6型（英語：Service-Six）、快速6型（英語：Speed-Six）是一系列由斯特姆-儒格公司在1972年推出、直到1988年間生產的雙動操作式左轮手枪產品系列。這些左輪手槍被推向警方執法、軍隊任務和民用自衛三個市場方向。發射.357 S&W馬格南或火力相對較弱的.38 S&W特種彈、.38 S&W、9×19毫米「帕拉贝鲁姆」等多種手枪子彈。

## 研發和歷史
儒格保安6型及其衍生型的推出標誌著斯特姆–儒格首次嘗試進入雙動左輪手槍市場。該公司的早期設計是柯爾特「和平捍衛者」樣式的單動左輪手槍。為了降低生產成本，儒格採用了熔模鑄造工藝以製成其武器以上的大多數零件。與儒格的所有槍械一樣的是，保安6型左輪手槍的設計堅固，採用了大型重型部件，以提高耐用性，並可以該公司擅長的熔模鑄造生產。“6型系列”系列因其基本功能、堅固的結構和有競爭力的價格而獲得了銷售上的成功。
各種型號獲多間美國政府機構，比如前移民及歸化局、郵政署、邊境巡邏隊和眾多警察機構所採用。保安6型及其直系衍生型亦成為了眾多警察部門的標準公發制式武器，此外還有許多該槍出口到海外。雖然儒格保安6型系列自1988年以來已經停產，但生產期間總共生產了150多萬把左輪手槍，它們仍然受到人們所愛好和崇敬，並且在二手市場上備受追捧。
GP100和更晚的儒格SP-101左輪手槍取代了儒格產品系列中的保安6型。

## 特徵
保安6型在基本設計上或多或少與其衍生型有相同之處，只是在瞄準具（固定型或可調節）和底把 （圓形或方形握把）方面存在著細微的差別。儘管尺寸而言是為中等底把，但是保安6型的強度比史密斯威森M19左輪手槍等競爭對手較大；這得益於儒格的底把較厚，並無側板切口，更堅固的槍管支撐可防止6英寸型號的左輪手槍引發毀滅性的槍管膛炸，內部零件較大亦較強固，並且在直径有所加大的弹巢以上裝有偏移式槍栓閉鎖槽口。最初，該新型左輪手槍採用烤藍碳鋼所製成；其後1975年，所有型號的不鏽鋼版本都獲加入到產品陣容當中。採用6發弹巢的保安6型系列是首批現代左輪手槍設計之一，採用了螺旋狀弹簧為動力、經傳遞桿擊發系統所推動的擊錘，並可裝填各種中央式底火彈藥，包括.357 S&W馬格南和.38 S&W特種彈，以及.38 S&W和9×19毫米「帕拉贝鲁姆」（又稱：9×19毫米「魯格」）。所有保安6型系列左輪手槍都配備了代工生产商（OEM）所提供的制式木製握把。全部木製握把是由現已解散的承包商、位於新罕布什尔州的W.F.勒克生產公司為儒格所生產。大多數的這些木製握把都採用了壓滾花的菱形格子防滑表面側板，可也有一部份紀念型號與裝上了光滑而未被壓出方格的核桃木握把側板一併出貨。原廠亦有提供超大型核桃木射靶／戰鬥握把作為客戶選擇。自1980年代起，一部份快速6型和保安6型也裝有橡膠製帕茨米亞（英語：Pachmayr）握把，握把以內裝有銀色的儒格標誌。
保安6型的另一個特徵是可直接拆卸，除了握把螺絲需要利用的平頭螺絲刀、硬幣或彈殼底緣以拆卸下來以外，無需任何的工具。

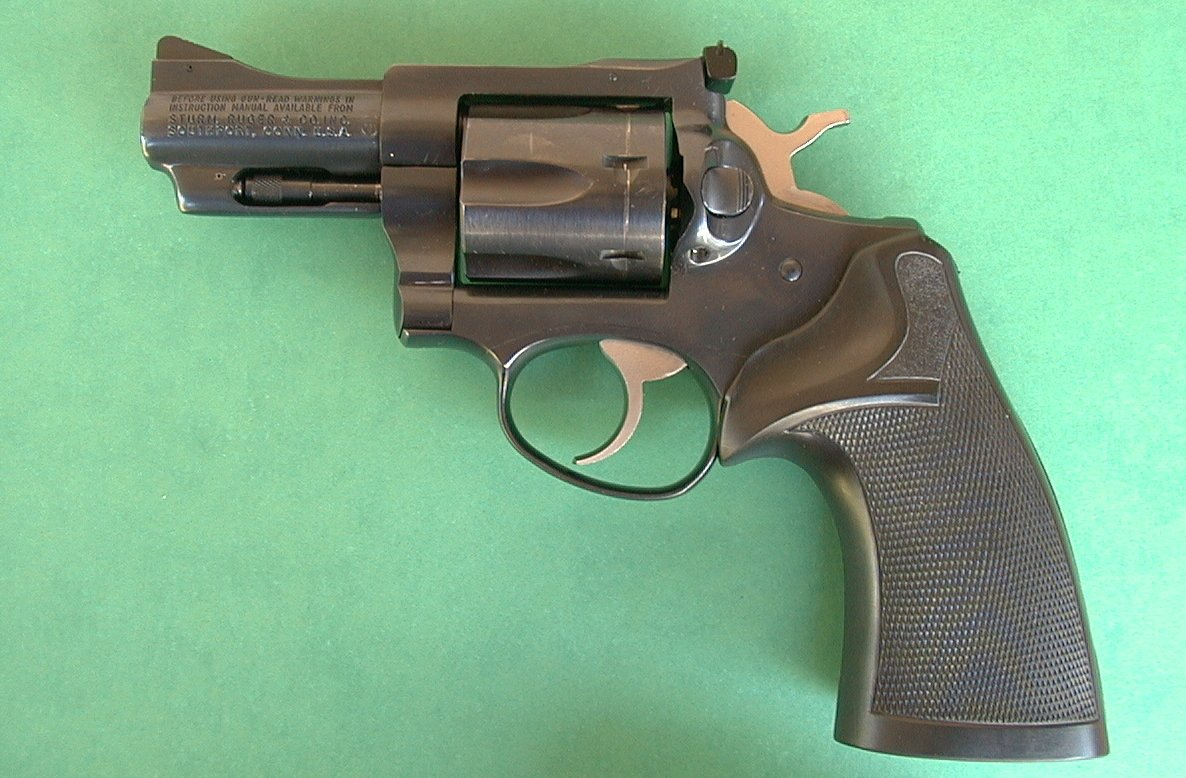
裝上了3英寸槍管和橡膠握把的儒格保安6型。

保安6型的拆卸步驟如下：
1. 確保槍枝已經退彈。
2. 擰出握把螺絲。
3. 取下握把。
4. 壓縮主彈簧。
5. 插入銷釘並使主彈簧減壓。
6. 拆下主彈簧。
7. 拆下擊錘銷。
8. 拆下擊錘。
9. 鬆開並且拆下扳機組件。
10. 鬆開並且拆下弹巢。

### 保安6型
於1972年推出的保安6型是當時的新系列的原初型號。大部分的這款槍型都製有可調節的瞄準具，儘管有一部份早期型號配以固定式瞄準具出售。保安6型還可以藉由訂購裝上制式或“射靶”（戰鬥）樣式方形尾部握把。幾乎所有的保安6型都配備了可發射.357 S&W馬格南子彈的弹巢，這也可讓它裝填彈長較短的.38 S&W特種彈。儒格還可因應一些警察的訂單，通過裝配不同的弹巢以只能容納.38 S&W特種彈彈藥，使該槍就只能發射.38 S&W特種彈。保安6型可選用的槍管長度包括69.85毫米（23⁄4英吋）、101.6毫米（4英吋）和152.4毫米（6英吋）。
.357 S&W馬格南搭配4英吋槍管的型號是直到前美国移民及归化局的制服人員以及美國邊境巡邏隊的巡邏探員採用.40口徑半自動手槍以前，這兩間機構都採用的標準配備。

### 現役6型
生產了數個月以後，儒格改稱保安6型的固定式瞄準具版本為現役6型，或是“警用現役6型”。這主要的原因是營銷決策，並試圖利用當時執法機關的現役左輪手槍市場獲得豐厚的利潤。現役6型配備了可發射.357 S&W馬格南子彈的弹巢，但亦可因應一些警察的訂單，製成.38 S&W特種彈和9×19公釐帕拉貝倫彈（帕拉贝鲁姆彈）的弹巢版本。美國軍方簽訂了配備固定式瞄準具的.38特種彈型號，為握把尾部新增了掛繩環，並且將其命名為M108。它倆都發配給空軍機員和宪兵用以取代日漸老化的史密斯威森軍警十型左輪手槍。9毫米的型號配備了圓筒膛室，並在弹巢底部鑿出空間以將子彈掛在彈殼口而非底緣以上，利用獲得专利的彈簧式月型夾，一個具有多個金屬凸緣與凹槽的夾子以勾住子彈的勾槽，以便抽出發射過後的彈殼。這些改動和配件使得「無緣式」（Rimless）彈殼的9×19毫米子彈可裝填於左輪手槍的設計以上。現役6型可選用的槍管長度包括69.85毫米（23⁄4英吋）和101.6毫米（4英吋）。9×19毫米的型號亦以M109之名在市面銷售。

### 快速6型

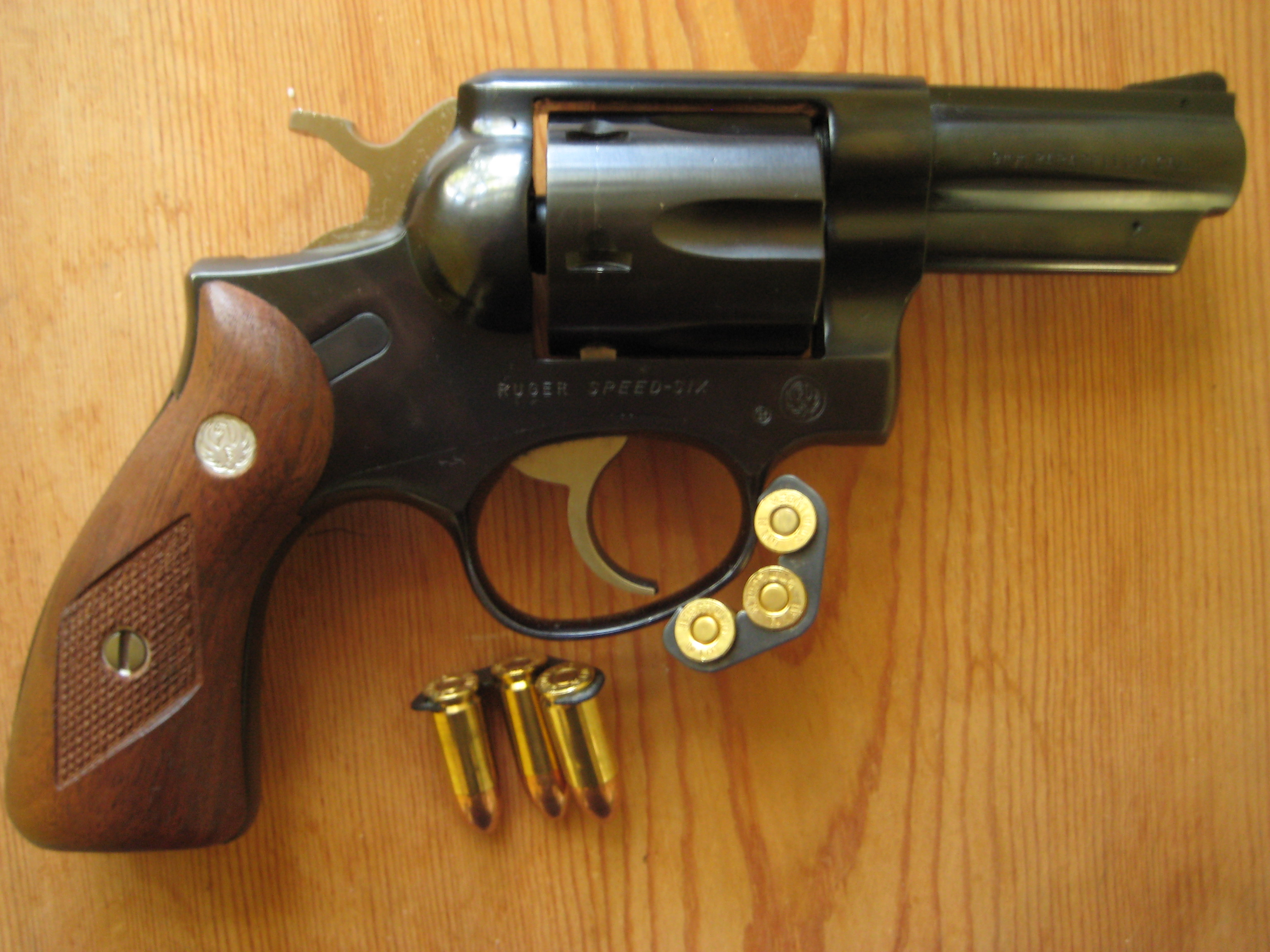
罕見的9×19毫米「帕拉贝鲁姆」口徑快速6型衍生型，利用月型夾以裝填無緣式子彈。

快速6型採用固定式瞄準具與圓形尾部握把，有.357 S&W馬格南、.38 S&W特種彈、.38 S&W（.38-200）和9×19毫米「魯格」的的弹巢版本，旨在供便衣探員和其他想要使用能更隱蔽的手槍的人士使用。這款型號的標準槍管長度與現役6型的相同，但在某些執法機關的合同訂單當中——例如美國郵政署——亦包括3英寸長度版本（型號為GS33-PS）。.357 S&W馬格南搭配3英吋槍管的型號是直到前美国移民及归化局的特別探員以及執行便衣任務的美國邊境巡邏隊的巡邏探員採用.40口徑半自動手槍以前，這兩間機構都採用的標準配備。.38 S&W衍生型（在英國又被稱為.380英國或.38-200）還配備了軍用式掛繩，並出售給在印度的執法機構。

## 使用國家
- 英国
  - 皇家阿爾斯特警察
- 美国
  - 美國武裝部隊
  - 美國郵政檢查局
  - 美國移民及歸化局
  - 美國邊境巡邏隊
  - 地方警察單位

## 流行文化

### 电影
- 1984年—：型號為保安6型短槍管（英语：Snubnosed revolver）黑色型和4英寸槍管不鏽鋼型：
  - 短槍管黑色型先後由警員愛德華·特拉克斯勒（保罗·温菲尔德飾演）、凱爾·瑞斯（邁克爾·比恩飾演）和莎拉·康納（琳達·漢密爾頓飾演）所使用。
  - 4英寸不鏽鋼型裝上橡膠握把，在電影結束時由將要通過墨西哥沙漠的莎拉·康納所使用。
- 1989年—：型號為保安6型4英寸槍管不鏽鋼型，由艾德·基利弗（埃弗里特·麥吉爾飾演）用以要脅占士邦。
- 1993年—：型號為保安6型4英寸槍管黑色型，由警員用作佩槍。
- 1994年—：型號為現役6型4英寸槍管不鏽鋼型，由电視節目上的一名警察所使用。
- 1999年—《史前巨鱷》：型號為保安6型4英寸槍管黑色型，由女警莎倫·加蕾（梅勒迪斯·薩倫傑飾演）從直升機上反擊鱷魚時所使用。
- 2001年—：型號為保安6型4英寸槍管不鏽鋼型，由理查德的打手（約翰·馬奇科飾演）所使用。
- 2007年—：型號為保安6型4英寸槍管不鏽鋼型，裝有橡膠製帕茨米亞握把，第一把由托洛副手（汤姆·萨维尼飾演）在醫院使用；另一把由海牙警長（邁克爾·比恩飾演）交給埃爾·雷（佛萊迪·羅利葛茲飾演）使用。

## 資料來源
1. 1 2 3 4 5 6 7  . Modern Firearms & Ammunition.   [2008-12-14]. （原始内容存档于2010-07-01）.
2. 1 2 3 4 5  Tong, David. “Ruger Security-Six .357 Magnum Revolver” （页面存档备份，存于） Chuck Hawks Web site. Accessed December 14, 2008.
3. 1 2 3 4  Crumpston, Mike. "Revisiting Ruger's Revolvers" （页面存档备份，存于） BNET Web site. Accessed December 14, 2008.
4. ↑  .   [2018-08-27]. （原始内容存档于2020-09-23）.
5. 1 2  前美国移民及归化局特務。
6. 1 2  前邊境巡邏隊探員。